# Seznam integralov racionalnih funkcij
Seznam integralov racionalnih funkcij
Naslednji seznam vsebuje integrale racionalnih funkcij. 
{\displaystyle \int (ax+b)^{n}\,dx={\frac {(ax+b)^{n+1}}{a(n+1)}}+C\qquad {\text{(za }}n\neq -1{\mbox{)}}\,\!} (Cavalierijev obrazec za kvadraturo)
{\displaystyle \int {\frac {c}{ax+b}}\,dx={\frac {c}{a}}\ln \left|ax+b\right|+C}
{\displaystyle \int x(ax+b)^{n}\,dx={\frac {a(n+1)x-b}{a^{2}(n+1)(n+2)}}(ax+b)^{n+1}+C\qquad {\text{(za }}n\not \in \{-1,-2\}{\mbox{)}}}
{\displaystyle \int {\frac {x}{ax+b}}\,dx={\frac {x}{a}}-{\frac {b}{a^{2}}}\ln \left|ax+b\right|+C}
{\displaystyle \int {\frac {x}{(ax+b)^{2}}}\,dx={\frac {b}{a^{2}(ax+b)}}+{\frac {1}{a^{2}}}\ln \left|ax+b\right|+C}
{\displaystyle \int {\frac {x}{(ax+b)^{n}}}\,dx={\frac {a(1-n)x-b}{a^{2}(n-1)(n-2)(ax+b)^{n-1}}}+C\qquad {\text{(za }}n\not \in \{1,2\}{\mbox{)}}}
{\displaystyle \int {\frac {f'(x)}{f(x)}}\,dx=\ln \left|f(x)\right|+C}
{\displaystyle \int {\frac {x^{2}}{ax+b}}\,dx={\frac {b^{2}\ln(\left|ax+b\right|)}{a^{3}}}+{\frac {ax^{2}-2bx}{2a^{2}}}+C}
{\displaystyle \int {\frac {x^{2}}{(ax+b)^{2}}}\,dx={\frac {1}{a^{3}}}\left(ax-2b\ln \left|ax+b\right|-{\frac {b^{2}}{ax+b}}\right)+C}
{\displaystyle \int {\frac {x^{2}}{(ax+b)^{3}}}\,dx={\frac {1}{a^{3}}}\left(\ln \left|ax+b\right|+{\frac {2b}{ax+b}}-{\frac {b^{2}}{2(ax+b)^{2}}}\right)+C}
{\displaystyle \int {\frac {x^{2}}{(ax+b)^{n}}}\,dx={\frac {1}{a^{3}}}\left(-{\frac {(ax+b)^{3-n}}{(n-3)}}+{\frac {2b(ax+b)^{2-n}}{(n-2)}}-{\frac {b^{2}(ax+b)^{1-n}}{(n-1)}}\right)+C\qquad {\text{(za }}n\not \in \{1,2,3\}{\mbox{)}}}
{\displaystyle \int {\frac {1}{x(ax+b)}}\,dx=-{\frac {1}{b}}\ln \left|{\frac {ax+b}{x}}\right|+C}
{\displaystyle \int {\frac {1}{x^{2}(ax+b)}}\,dx=-{\frac {1}{bx}}+{\frac {a}{b^{2}}}\ln \left|{\frac {ax+b}{x}}\right|+C}
{\displaystyle \int {\frac {1}{x^{2}(ax+b)^{2}}}\,dx=-a\left({\frac {1}{b^{2}(ax+b)}}+{\frac {1}{ab^{2}x}}-{\frac {2}{b^{3}}}\ln \left|{\frac {ax+b}{x}}\right|\right)+C}
{\displaystyle \int {\frac {1}{x^{2}+a^{2}}}\,dx={\frac {1}{a}}\arctan {\frac {x}{a}}\,\!+C}
{\displaystyle \int {\frac {1}{x^{2}-a^{2}}}\,dx={\begin{cases}\displaystyle -{\frac {1}{a}}\,\mathrm {arctanh} {\frac {x}{a}}={\frac {1}{2a}}\ln {\frac {a-x}{a+x}}+C&{\text{(za }}|x|<|a|{\mbox{)}}\\[12pt]\displaystyle -{\frac {1}{a}}\,\mathrm {arccoth} {\frac {x}{a}}={\frac {1}{2a}}\ln {\frac {x-a}{x+a}}+C&{\text{(za }}|x|>|a|{\mbox{)}}\end{cases}}}
{\displaystyle \int {\frac {dx}{x^{2^{n}}+1}}=\sum _{k=1}^{2^{n-1}}\left\{{\frac {1}{2^{n-1}}}\left[\sin \left({\frac {(2k-1)\pi }{2^{n}}}\right)\arctan \left[\left(x-\cos \left({\frac {(2k-1)\pi }{2^{n}}}\right)\right)\csc \left({\frac {(2k-1)\pi }{2^{n}}}\right)\right]\right]-{\frac {1}{2^{n}}}\left[\cos \left({\frac {(2k-1)\pi }{2^{n}}}\right)\ln \left|x^{2}-2x\cos \left({\frac {(2k-1)\pi }{2^{n}}}\right)+1\right|\right]\right\}+C}
Vsako racionalno funkcijo lahko integriramo tako, da uporabimo zgornje enačbe in delne ulomke z razvojem v vsoto funkcij z obliko:
{\displaystyle {\frac {a}{(x-b)^{n}}}} in {\displaystyle {\frac {ax+b}{\left((x-c)^{2}+d^{2}\right)^{n}}}.}

## Integrandi z oblikoxm(ax2+bx+c)n{\displaystyle {\frac {x^{m}}{(a\,x^{2}+b\,x+c)^{n}}}}
Za {\displaystyle a\neq 0:}
{\displaystyle \int {\frac {1}{ax^{2}+bx+c}}dx={\begin{cases}\displaystyle {\frac {2}{\sqrt {4ac-b^{2}}}}\arctan {\frac {2ax+b}{\sqrt {4ac-b^{2}}}}+C&{\text{(za }}4ac-b^{2}>0{\mbox{)}}\\[12pt]\displaystyle -{\frac {2}{\sqrt {b^{2}-4ac}}}\,\mathrm {arctanh} {\frac {2ax+b}{\sqrt {b^{2}-4ac}}}+C={\frac {1}{\sqrt {b^{2}-4ac}}}\ln \left|{\frac {2ax+b-{\sqrt {b^{2}-4ac}}}{2ax+b+{\sqrt {b^{2}-4ac}}}}\right|+C&{\text{(za }}4ac-b^{2}<0{\mbox{)}}\\[12pt]\displaystyle -{\frac {2}{2ax+b}}+C&{\text{(za }}4ac-b^{2}=0{\mbox{)}}\end{cases}}}
{\displaystyle \int {\frac {x}{ax^{2}+bx+c}}\,dx={\frac {1}{2a}}\ln \left|ax^{2}+bx+c\right|-{\frac {b}{2a}}\int {\frac {dx}{ax^{2}+bx+c}}+C}
{\displaystyle \int {\frac {mx+n}{ax^{2}+bx+c}}\,dx={\begin{cases}\displaystyle {\frac {m}{2a}}\ln \left|ax^{2}+bx+c\right|+{\frac {2an-bm}{a{\sqrt {4ac-b^{2}}}}}\arctan {\frac {2ax+b}{\sqrt {4ac-b^{2}}}}+C&{\text{(za }}4ac-b^{2}>0{\mbox{)}}\\[12pt]\displaystyle {\frac {m}{2a}}\ln \left|ax^{2}+bx+c\right|-{\frac {2an-bm}{a{\sqrt {b^{2}-4ac}}}}\,\mathrm {arctanh} {\frac {2ax+b}{\sqrt {b^{2}-4ac}}}+C&{\text{(za }}4ac-b^{2}<0{\mbox{)}}\\[12pt]\displaystyle {\frac {m}{2a}}\ln \left|ax^{2}+bx+c\right|-{\frac {2an-bm}{a(2ax+b)}}+C&{\text{(za }}4ac-b^{2}=0{\mbox{)}}\end{cases}}}
{\displaystyle \int {\frac {1}{(ax^{2}+bx+c)^{n}}}\,dx={\frac {2ax+b}{(n-1)(4ac-b^{2})(ax^{2}+bx+c)^{n-1}}}+{\frac {(2n-3)2a}{(n-1)(4ac-b^{2})}}\int {\frac {1}{(ax^{2}+bx+c)^{n-1}}}\,dx+C}
{\displaystyle \int {\frac {x}{(ax^{2}+bx+c)^{n}}}\,dx=-{\frac {bx+2c}{(n-1)(4ac-b^{2})(ax^{2}+bx+c)^{n-1}}}-{\frac {b(2n-3)}{(n-1)(4ac-b^{2})}}\int {\frac {1}{(ax^{2}+bx+c)^{n-1}}}\,dx+C}
{\displaystyle \int {\frac {1}{x(ax^{2}+bx+c)}}\,dx={\frac {1}{2c}}\ln \left|{\frac {x^{2}}{ax^{2}+bx+c}}\right|-{\frac {b}{2c}}\int {\frac {1}{ax^{2}+bx+c}}\,dx+C}

## Integrandi z oblikoxm(a+bxn)p{\displaystyle x^{m}\left(a+b\,x^{n}\right)^{p}}
- Integrand, ki ga dobimo ima enako obliko kot prvotni integrand tako, da lahko ponavljamo nižanje potenc tako, da nižamo potenci  m in p proti nič.

- To zmanjšanje potenc lahko uporabimo za integrande, ki imajo celoštevilčne ali ulomljene potence.

{\displaystyle \int x^{m}\left(a+b\,x^{n}\right)^{p}dx={\frac {x^{m+1}\left(a+b\,x^{n}\right)^{p}}{m+n\,p+1}}\,+\,{\frac {a\,n\,p}{m+n\,p+1}}\int x^{m}\left(a+b\,x^{n}\right)^{p-1}dx}

{\displaystyle \int x^{m}\left(a+b\,x^{n}\right)^{p}dx=-{\frac {x^{m+1}\left(a+b\,x^{n}\right)^{p+1}}{a\,n(p+1)}}\,+\,{\frac {m+n(p+1)+1}{a\,n(p+1)}}\int x^{m}\left(a+b\,x^{n}\right)^{p+1}dx}

{\displaystyle \int x^{m}\left(a+b\,x^{n}\right)^{p}dx={\frac {x^{m+1}\left(a+b\,x^{n}\right)^{p}}{m+1}}\,-\,{\frac {b\,n\,p}{m+1}}\int x^{m+n}\left(a+b\,x^{n}\right)^{p-1}dx}

{\displaystyle \int x^{m}\left(a+b\,x^{n}\right)^{p}dx={\frac {x^{m-n+1}\left(a+b\,x^{n}\right)^{p+1}}{b\,n(p+1)}}\,-\,{\frac {m-n+1}{b\,n(p+1)}}\int x^{m-n}\left(a+b\,x^{n}\right)^{p+1}dx}

{\displaystyle \int x^{m}\left(a+b\,x^{n}\right)^{p}dx={\frac {x^{m-n+1}\left(a+b\,x^{n}\right)^{p+1}}{b(m+n\,p+1)}}\,-\,{\frac {a(m-n+1)}{b(m+n\,p+1)}}\int x^{m-n}\left(a+b\,x^{n}\right)^{p}dx}

{\displaystyle \int x^{m}\left(a+b\,x^{n}\right)^{p}dx={\frac {x^{m+1}\left(a+b\,x^{n}\right)^{p+1}}{a(m+1)}}\,-\,{\frac {b(m+n(p+1)+1)}{a(m+1)}}\int x^{m+n}\left(a+b\,x^{n}\right)^{p}dx}

## Integrandi z oblikoxm(A+Bxn)(a+bxn)p(c+dxn)q{\displaystyle x^{m}\left(A+B\,x^{n}\right)\left(a+b\,x^{n}\right)^{p}\left(c+d\,x^{n}\right)^{q}}
- Nastali integrandi imajo enako obliko kot prvotni integrandi, to pa pomeni, da se  zniževanje potence  lahko ponavlja z zmanjševanjem potenc m, p in q proti 0.

- To zmanjševanje potenc se lahko uporabi za integrande, ki imajo celoštevilčne  ali ulomljene  eksponente.

- Posebni primer takšnega zmanjševanja potenc se lahko uporabi za integrande v obliki {\displaystyle \left(a+b\,x^{n}\right)^{p}\left(c+d\,x^{n}\right)^{q}} in {\displaystyle x^{m}\left(a+b\,x^{n}\right)^{p}\left(c+d\,x^{n}\right)^{q}} s postavitvijo m in/ali B na nič.

{\displaystyle \int x^{m}\left(A+B\,x^{n}\right)\left(a+b\,x^{n}\right)^{p}\left(c+d\,x^{n}\right)^{q}dx=-{\frac {(A\,b-a\,B)x^{m+1}\left(a+b\,x^{n}\right)^{p+1}\left(c+d\,x^{n}\right)^{q}}{a\,b\,n(p+1)}}\,+\,{\frac {1}{a\,b\,n(p+1)}}\,\cdot }

{\displaystyle \int x^{m}\left(A+B\,x^{n}\right)\left(a+b\,x^{n}\right)^{p}\left(c+d\,x^{n}\right)^{q}dx={\frac {B\,x^{m+1}\left(a+b\,x^{n}\right)^{p+1}\left(c+d\,x^{n}\right)^{q}}{b(m+n(p+q+1)+1)}}\,+\,{\frac {1}{b(m+n(p+q+1)+1)}}\,\cdot }

{\displaystyle \int x^{m}\left(A+B\,x^{n}\right)\left(a+b\,x^{n}\right)^{p}\left(c+d\,x^{n}\right)^{q}dx=-{\frac {(A\,b-a\,B)x^{m+1}\left(a+b\,x^{n}\right)^{p+1}\left(c+d\,x^{n}\right)^{q+1}}{a\,n(b\,c-a\,d)(p+1)}}\,+\,{\frac {1}{a\,n(b\,c-a\,d)(p+1)}}\,\cdot }

{\displaystyle \int x^{m}\left(A+B\,x^{n}\right)\left(a+b\,x^{n}\right)^{p}\left(c+d\,x^{n}\right)^{q}dx={\frac {B\,x^{m-n+1}\left(a+b\,x^{n}\right)^{p+1}\left(c+d\,x^{n}\right)^{q+1}}{b\,d(m+n(p+q+1)+1)}}\,-\,{\frac {1}{b\,d(m+n(p+q+1)+1)}}\,\cdot }

{\displaystyle \int x^{m}\left(A+B\,x^{n}\right)\left(a+b\,x^{n}\right)^{p}\left(c+d\,x^{n}\right)^{q}dx={\frac {A\,x^{m+1}\left(a+b\,x^{n}\right)^{p+1}\left(c+d\,x^{n}\right)^{q+1}}{a\,c(m+1)}}\,+\,{\frac {1}{a\,c(m+1)}}\,\cdot }

{\displaystyle \int x^{m}\left(A+B\,x^{n}\right)\left(a+b\,x^{n}\right)^{p}\left(c+d\,x^{n}\right)^{q}dx={\frac {A\,x^{m+1}\left(a+b\,x^{n}\right)^{p+1}\left(c+d\,x^{n}\right)^{q}}{a(m+1)}}\,-\,{\frac {1}{a(m+1)}}\,\cdot }

{\displaystyle \int x^{m}\left(A+B\,x^{n}\right)\left(a+b\,x^{n}\right)^{p}\left(c+d\,x^{n}\right)^{q}dx={\frac {(A\,b-a\,B)x^{m-n+1}\left(a+b\,x^{n}\right)^{p+1}\left(c+d\,x^{n}\right)^{q+1}}{b\,n(b\,c-a\,d)(p+1)}}\,-\,{\frac {1}{b\,n(b\,c-a\,d)(p+1)}}\,\cdot }